# Cristóbal López (pintor)
Cristóbal López (Sevilla, ca. 1671-1730) fue un pintor barroco español activo en Sevilla, maestro de Bernardo Lorente Germán. 

## Biografía
Pintor de feria, según Ceán Bermúdez trabajó mucho para el mercado americano, con lo que alcanzó excelente práctica y buen dominio del color, llegando a ser una de los más aventajados pintores sevillanos de comienzos del siglo XVIII. Hijo y discípulo de José López, seguidor de Murillo, a la edad de veinte años, según el padrón de 1691, vivía en la parroquia de Omnium Sanctorum, único dato que ha servido para fijar la fecha de su nacimiento. A esa parroquia pertenecían además las dos únicas pinturas citadas por Ceán: un San Cristóbal, «gigantesco» y de mérito, llegado en mal estado de conservación, y una Última Cena con figuras de tamaño natural, «a espaldas de la misma iglesia».
La producción conocida de Cristóbal López se completa con una serie de cuatro pinturas al óleo dedicadas a la vida de san Juan Bautista procedentes del convento de Capuchinos de Sevilla y actualmente conservadas en el Museo Diocesano de Arte Sacro de Málaga: Anuncio a san Zacarías, Nacimiento del Bautista, Bautismo de Jesús y Degollación de san Juan Bautista, de las que está firmada la segunda. Pinturas modestas y de carácter estrictamente murillesco en la composición, más que en el color, algunas de ellas copian o se inspiran directamente en obras del maestro, como se puede apreciar en el Nacimiento del Bautista, estrechamente dependiente del grupo central del Nacimiento de la Virgen pintado por Murillo para la iglesia de Santa María la Blanca, ahora en el Museo del Louvre, o en el Bautismo de Cristo, que imita la composición análoga de Murillo conservada en Berlín sin el vigor de su dibujo.